# Bomberman Jetters (datorspel)
Bomberman Jetters (ボンバーマン ジェッターズ Bonbāman Jettāzu?) är ett datorspel för Nintendo GameCube och PlayStation 2-system; endast GameCube-versionen släpptes i Nordamerika. Det är en anpassning av anime-serien Bomberman Jetters som baserades på Bomberman-serien. Detta är den andra Bomberman-titeln licensierad under Majesco Entertainment.